# HMS Ithuriel (H05)
«Ітуріель» (англ. HMS Ithuriel (H05) — військовий корабель, ескадрений міноносець типу «I» Королівського військово-морського флоту Великої Британії за часів Другої світової війни.
Есмінець «Ітуріель» був закладений 24 травня 1939 року на верфі компанії Vickers-Armstrongs у місті Барроу-ін-Фернес. 3 березня 1942 року увійшов до складу Королівських ВМС Великої Британії. Есмінець брав активну участь у бойових діях на морі в Другій світовій війні; бився у Північній Атлантиці, в Арктиці.
За проявлену мужність та стійкість у боях бойовий корабель нагороджений трьома бойовими відзнаками.

## Дизайн і конструкція
«Ітуріель» належав до есмінців типу «I», дев'ятої та останньої серії британських міжвоєнних серійних ескадрених міноносців, так званих «стандартних есмінців», які були модернізованою версією попередніх типів G та H. Корабель відрізнявся новими чотиритрубними торпедними апаратами, а для компенсації зрослої ваги у внутрішніх приміщеннях довелось укладати баласт.
Корпус «Ітуріеля» мав загальну довжину між перпендикулярами 98,5 м, бімс — 10,1 м та осадку до 3,8 м. Водотоннажність бойового корабля становила: стандартна — 1 370 та повна — 1 888 довгих тонн відповідно.
Головна енергетична установка складалась з трьох триколекторних Адміралтейських котлів з пароперегрівником і двох одноступінчатих турбозубчатих редукторів. Розміщення ГЕУ — лінійне. Котли розміщувалися в ізольованих відсіках, турбіни — у загальному машинному відділенні, за цього редуктори були відокремлені від турбін водонепроникною перегородкою. Робочий тиск пару — 21 кгс/см² (20 атм.), температура — 327 °С (620 °F).
Проектна потужність становила 34 000 к.с. за частоти обертання 350 об/хв, що мало забезпечити максимальну швидкість ходу (за повного навантаження) в 35,5 вузли (65,7 км/год). Запас палива зберігався у паливних танках ємністю 462 тонни мазуту, що забезпечувало дальність ходу 5 500 миль (10 200 км) 15-вузловим ходом (27,8 км/год). Екіпаж корабля становив 145 офіцерів та матросів.

## Озброєння
Корабельна артилерія головного калібру (ГК) есмінця «Ітуріель»: чотири 120-мм універсальних швидкострільних гармат QF Mark IX з довжиною ствола 45 калібрів у баштах типу CP XVII 'A', 'B', 'X', та 'Y'. Максимальний кут піднесення +40°, зниження на −10°. Маса снаряда 22,7 кг, початкова швидкість — 808 м/с. Гармати мали швидкострільність 10-12 пострілів на хвилину на дальність — 15 520 м.
Зенітне озброєння корабля включало дві 12,7-мм зчетверені зенітні кулемети Vickers .50.
Торпедне озброєння складалося з двох чотиритрубних 21-дюймових (533-мм) торпедних апаратів Mark IX, що розташовувався в кормовій частині корпусу на осьовій лінії. Протичовнове озброєння есмінця складалося з гідролокатора «ASDIC», 2 бомбоскидачів і двох бомбометів на кормі, для застосування 16 глибинних бомб.